# 삼우제
삼우제(三虞祭)는 장례를 치른 뒤, 세 번째로 지내는 제사이다.

## 개요
집이 아닌 산소에서 지내는 첫 번째 제사다. 우제는 고인의 넋이 편히 계시도록 안정시킨다는 의미의 제사이고, 첫 번째인 초우제는 장사 지낸 그 날 집에 돌아와 지내며, 두 번째인 재우제는 초우제 뒤의 유일(柔日, 육갑의 십간 중에서 을(乙)·정(丁)·기(己)·신(辛)·계(癸)가 들어간 날)에 지내고, 3번째인 삼우제는 재우제 뒤의 강일(剛日, 육갑의 십간 중에서 갑(甲)·병(丙)·무(戊)·경(庚)·임(壬)이 들어간 날)에 지낸다.
삼우제를 지낼 때에는 산소에 가서 묘의 상태를 살펴보고, 간소하게 제수를 진설하여 제를 올린다. 다만 죽은 사람의 시신이 화장하여 봉안시설에 봉안된 경우에는 묘지가 아닌 봉안시설에서 제사를 지내며, 지내는 방식은 묘지와 비슷하다.

## 같이 보기
- 장례
- 사십구재